# Primeira Divisão da Andaluzia
A Primeira Divisão da Andaluzia constitui a sexta divisão do campeonato Espanhol de Futebol na comunidade autónoma de Andaluzia. Até 2016/17 equivalia a quinta divisão espanhola mas foi criada a Divisão de Honra da Andaluzia, rebaixando assim a Primeira Divisão da Andalucía para o sexto nível, com a mudança também passou de 4 para 8 grupos. O campeão de cada grupo é promovido para a Divisão de Honra da Andaluzia, além de dois times vencedores de uma eliminatória envolvendo os 8 segundos colocados. Os 4 últimos de cada grupo são rebaixados para a Segunda Divisão da Andaluzia.

## Equipes Participantes 2017/2018

### Grupo Almería
- Atlético Bellavista
- UD Comarca de Níjar
- CD Comarca del Mármol
- Cuevas C.F.
- P.D. Garrucha
- A.D. Huércal
- La Cañada Atlético
- Las Norias C.F.
- C.D. Mojácar
- C.D. Plus Ultra
- C.D. Vera
- C.D. Viator

### Grupo Cádiz
- Balon de Cadiz
- GE Bazán CF
- Chiclana CF
- Chipiona CF
- CD El Torno 2009
- CD Guadiaro
- CD Jédula
- Jerez Industrial
- AD Juventud Sanluqueña
- UD Roteña
- Rayo Sanluqueño
- Recreativo Portuense
- San Fernando CD "B"
- San José Obrero UD
- UD Tesorillo
- Trebujena CF
- Vejer Balompie
- UD Villamartín

### Grupo Córdoba
- C.D. Alcazar
- Almedinilla Atlético
- Almodovar del Río CF
- A.D.F.B. Bujalance
- Egabrense C.D.
- C.D. El Villar
- La Rambla CD
- CD Atlético Menciano
- Montalbeño C.D.
- Atlético Palma del Río
- Pedroche C.D.
- Peñarroya Pueblonuevo C.F.
- CD Priego CF
- Atlético Villanueva F.B.
- Atlético Cardeña
- Villa del Río C.F.

### Grupo Granada
- C.D. Abes
- Águilas de Zujaira
- Atlético La Zubia
- Atletismo Padul C.F.
- Campotéjar C.F.
- Celtic Pulianas C.F.
- CD Chauchina Fútbol
- Cubillas F.C.
- CD Durcal
- Gabia C.F.
- CD Huétor Tájar ""B""
- UD Íllora
- P.D. La Herradura
- Puerto de Motril C.F.
- Purullena C.F.
- Salar CF
- Valderrubio Fútbol 98
- Vandalia Industrial de Peligro C.D

### Grupo Huelva
- Aljaraque CD
- Almonte Balompie
- Aroche C.F.
- Ayamonte C.F.
- Bollullos C.F.
- C.D. Bonares Bonafru
- Camping La Bota AD
- C.D. Cerreño
- Atlético Cortegana
- Atlético Cruceño
- Los Rosales A.D.
- Moguer C.D.
- Olont CF
- Pinzón CD
- UD Punta del Caimán
- Riotinto Balompie
- Rosal CF
- Atlético Tharsis

### Grupo Jaén
- Arquillos CF
- CD Arroyo del Ojanco
- Baeza CF
- Begijar CF
- CD Castellar Ibero
- CD Hispania de Torredelcampo
- CP Huelma
- Iliturgi 2016 CF
- UD La Guardia
- Quesada CD
- Recreativo de Bailén
- CD Santisteban del Puerto
- CD Torredelcampo
- CD Úbeda Viva
- Urgavona CF
- Vilches CD
- CD Villanueva del Arzobispo
- Villargordo CF

### Grupo Málaga
- Archidona Atlético
- CD Barrio Nuestra Señora Remedios
- Atlético Benamiel
- C.D. Campillos
- Cártama C.D.
- C.D. Casabermeja
- C.D. Churriana
- CD El Palo "B"
- Atlético Estación
- Athletic  Club Fuengirola
- UD Fuengirola-Los Boliches
- C.D. La Cala
- Club Atlético de Marbella
- C.D. Mijas
- CD Ronda
- CD Torrox
- C.D. Trabuco
- U.D. Villanueva del Rosario

### Grupo Sevilla
- U.D. Bellavista
- AD Cerro del Águila
- CD Coronil
- CD Demo
- C.D. Diablos Rojos
- La Liara Balompié
- Lora CF
- Los Palacios C.F.
- C.D. Mairena
- Morón CF
- UD Morón
- C.D. Pedrera
- P.D. Rociera
- AD San Juan
- U.D. Tomares
- Torreblanca C.F.
- Villafranco C.F
- UD Villaverde